# Java Micro Edition
La plataforma Java Micro Edition (Java ME), o anteriormente Java 2 Micro Edition (J2ME), es una especificación de un subconjunto de la plataforma Java orientada a proveer una colección certificada de API de desarrollo de software para dispositivos con recursos restringidos. Está orientado a productos de consumo como PDAs, teléfonos móviles o electrodomésticos.
Java ME fue una buena opción para crear juegos en teléfonos móviles debido a que se puede emular en una computadora durante la fase de desarrollo y luego subirlos fácilmente al teléfono. Al utilizar tecnologías Java el desarrollo de aplicaciones o videojuegos con estas API resulta bastante económico de portar a otros dispositivos. Sin embargo, pocos dispositivos actualmente utilizan la tecnología por la que poco a poco esta se ha ido al olvido.
Java ME fue desarrollado mediante el Java Community Process bajo la especificación JSR 68. La evolución de la plataforma ha propiciado el abandono de las Java Specification Request (peticiones de especificación para Java) en favor de JSRs separadas para las distintas versiones de Java ME.